# Jackie Goldsmith
John Goldsmith, nato Hanns Reiner Karl Otto Ludwig Goldschmidt, detto Jackie (Magonza, 18 gennaio 1921 – Brooklyn, 23 ottobre 1968), è stato un cestista statunitense, professionista nella NBL.

## Carriera
Giocò per una stagione nella NBL, disputando 12 partite con 3,8 punti di media.